# Kirganli
Die Kırgan (Eigenbezeichnung: Kırganlı) sind ein Eşiret (Stamm) in Ostanatolien. Sie sind Aleviten, die über große Gebiete verstreut sind. Ihre Sprache ist Zazaisch. Ein kleiner Anteil lebt noch als Nomaden von der Hütewirtschaft.

## Siedlungsgebiete und Migrationen der Kırganlı
Kırganlı leben jetzt in den Provinzen Tunceli, Malatya, Aydın, Izmir, Erzincan, Istanbul und außerhalb der Türkei. Das Kerngebiet der Kırganlı ist Dersim. Als Zentrum sah man das Dorf Sin in Hozat. Durch den Krieg der kurdischen Freiheitsbewegung und des türkischen Militärs und aufgrund der häufigen Dorfräumungen wurden Häuser stark angeschlagen oder gar völlig zerstört, so dass heute viele ehemalige Kırganlı-Dörfer leer stehen oder nur noch von alten Leuten bzw. nur im Sommer bewohnt sind.

## Herkunft
Über die Herkunft des Kırgan-Stammes gibt es verschiedene Thesen:
- Eine Auffassung hält als Vorfahren der Kırganlı die parthischstämmigen Dêlemî oder Dailemi. Die Dailemi waren im südlichen Küstengebiet des Kaspischen Meeres und im westlichen Chorasan ansässig. Da der Kırgan-Stamm ein Klan vom Sihhasenan-Stamm war und die Sihhasenan im südlichen Küstengebiet des Kaspischen Meeres und im westlichen Chorasan gelebt haben, könnte diese These die wahre Auffassung sein.
- Eine weitere Auffassung hält die Kırganlı für autochthone Bewohner Anatoliens, die von den Medern abstammen. Die Meder (persisch: Mâd-hâ) waren ein antikes iranisches Volk. Sie lebten in Medien, im Westen des heutigen Irans.

## Geschichte
Der Kırgan-Stamm war ein Klan (Clan) des Şih-Hasenan-Stammes. Als die Klane des Şih-Hasenan-Stammes die anatolischen Gebiete erreichten, zogen die Kırganlı nach Dersim. Der Şih-Hasenan Eşiret hatte mehrere Klans. Nachdem jeder Klan nach anderen Gebieten zog, wurde jeder Clan zu einem eigenen Eşiret. Die Konflikte zwischen den Stämmen in Dersim führten immer wieder zu langen Fehden mit Blutrache. Diese feudalen Strukturen wurden von vielen Zazas als Haupthindernis für die Herausbildung eines Gemeinsamkeitsgefühls angesehen. Bei dem Dersim-Aufstand wurden viele Kırganlı deportiert oder getötet.